# Lek Ofradssons ätt
Lek Ofradssons ätt är en nutida konventionell benämning på en svensk medeltida frälseätt med ursprung från Värmland som inte själva använde något släktnamn. Lek Ofradsson (lechonis owradhason) var riddare och dog mellan 1371 och 1377.
Vapen: riddaren Lek Ofradsson förde en kvadrerad sköld.  
1365 nämner riddaren Lek Ofradsson sina närmaste fränder, nämligen sin morbror kaniken i Uppsala herr Magnus Thyrgilsson och riddarna herr Håkan Algotsson och herr Sten Bengtsson, när han ger morgongåva till sin fru, Katarina Olofsdotter.
1371 erkänner kung Albrekt av Mecklenburg att han åsamkat riddaren Lek Ofradsson oskyldigt lidande:
| ”                | Kung Albrekt erkänner sig vara skyldig riddaren Lek Ofradsson och hans arvingar 300 lödiga mark för såväl dennes fångenskap som den skada riddaren lidit i hans tjänst. För denna summa pantsätter konungen sina gods i Kungsåra och Irsta i Västmanland, vilka Lek och hans arvingar skall ha rätt att behålla till dess att skulden betalats. Fogdar, länsmän och deras ombudsmän förbjuds att befatta sig med godsen ifråga, och de underhavande, som därpå bygga och bo, uppmanas att visa herr Lek och hans ombud tillbörlig lydnad. | „ |
| – SDHK-nr: 10002 | |   |

Riddaren Gustav Leksson av Lek Ofradssons ätt härstammade från Värmland och begravdes i Vadstena klosterkyrka, enligt Vadstenadiariet 3 februari 1411.   Gift med Katarina Erengislesdotter.